# Het signaal
Het signaal is een bouwwerk in Amsterdam-Zuid, Europaplein.

## Geschiedenis
Het is een van de weinige zo niet de enige reclamezuil, die het wist te brengen tot (onderdeel van) een rijksmonument. Deze 42 meter hoge zuil werd ontworpen door Dick Elffers voor het terrein voor de RAI Amsterdam. De bouw van deze tentoonstellingshallen vond plaats op wat ooit het Zuiderpark was geweest. In de periode 1958 tot 1961 werd er gebouwd aan die hallen, waarbij een groot bouwterrein werd opgebruikt. De zuil werd opgetrokken toen een deel van de hallen er al stond, maar bleef grotendeels uit het zicht vanwege alle bouwmaterialen op het terrein, dat voor de opening werd omgebouwd tot parkeerplaats. 
De rubriek Onder de keizerskroon in het Algemeen Handelsblad wijdde er vlak voor de opening een niet al te positief bericht over. De betonnen staak vormt op zich een sterk contrast met de horizontaal georiënteerde Europahal. Deze is slechts één bouwlaag hoog met een ronde overkapping. De zuil is in basis juist verticaal gericht. Het artikel benoemt het als "betonnen stengel" en "betonloot". De staak is ook het enige verticale van het object. Het werd volgehangen met (weer) horizontaal gerichte structuren ter bevestiging van reclamemededelingen tot een lichtkrant aan toe. Onder de keizerskroon vond het een karig object.
Elffers sprak zelf van een "Affiche-in-beton" (en staal). Elffers gold daarbij als alternatief voor kunstenaars die een ontwerp hadden ingediend, maar die niet aan de eisen van de RAI voldeden. Hij werd dan ook pas relatief laat ingeschakeld (juni 1960). Elffers was toen voornamelijk bekend als grafisch ontwerper. Hij kwam haast als vanzelf uit op de driehoekige structuur, zodat vanuit alle richtingen richting de RAI de reclame-uitingen te zien zouden zijn. Zelf wilde hij nog een hoger exemplaar (50 meter); hetgeen volgens Elffers meer allure had gehad, maar de RAi vond 42 meter genoeg. Elffers had tijdens de opbouw regelmatig contact met de bouwers, zodat geen probleem kon ontstaan.
De reclamezuil torende in de jaren zestig ruim boven de gebouwen uit. In latere jaren dreigde dat beeldbepalende object verloren te gaan in de expansiedrift van de RAI. Steeds meer nieuwere en hogere bouw zorgden ervoor dat de zuil opgeslokt zou worden. Elffers kreeg echter alsnog zijn zin; de staak werd verlengd (de oorspronkelijke top boven de reclame op de foto linksonder) en zou volgens de gegevens zestig meter hoog zijn; daarbij moest wel extra fundering aangebracht worden. Naast reclame kwam er ook een digitale klok met thermometer.  

## 21e eeuw
In 2015 werden Europahal en reclamezuil tot rijksmonument verklaard. 
De zuil werd rond 2020 geciteerd. Architect Reinier de Graaf liet de zuil terugkomen in zijn ontwerp voor het nhow Amsterdam RAI.
In 2025 vinden er uitgebreide renovatiewerkzaamheden plaats binnen de richtlijnen voor monumenten. Ze wordt daarbij aangepast aan de huidige eisen. De sinds de jaren 2020 uitgeschakelde klok en thermometer komen daarbij terug.

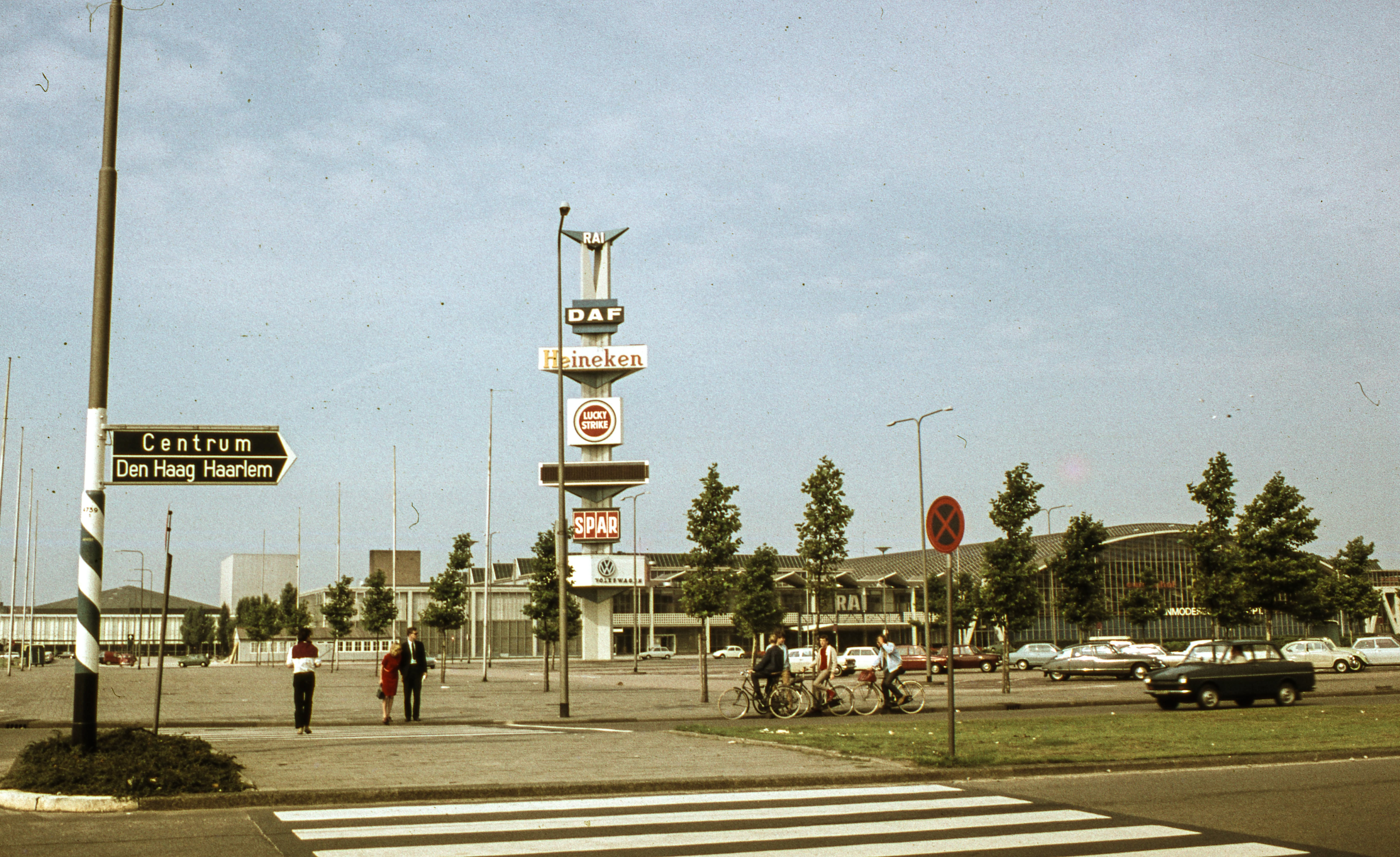
Het signaal in 1969

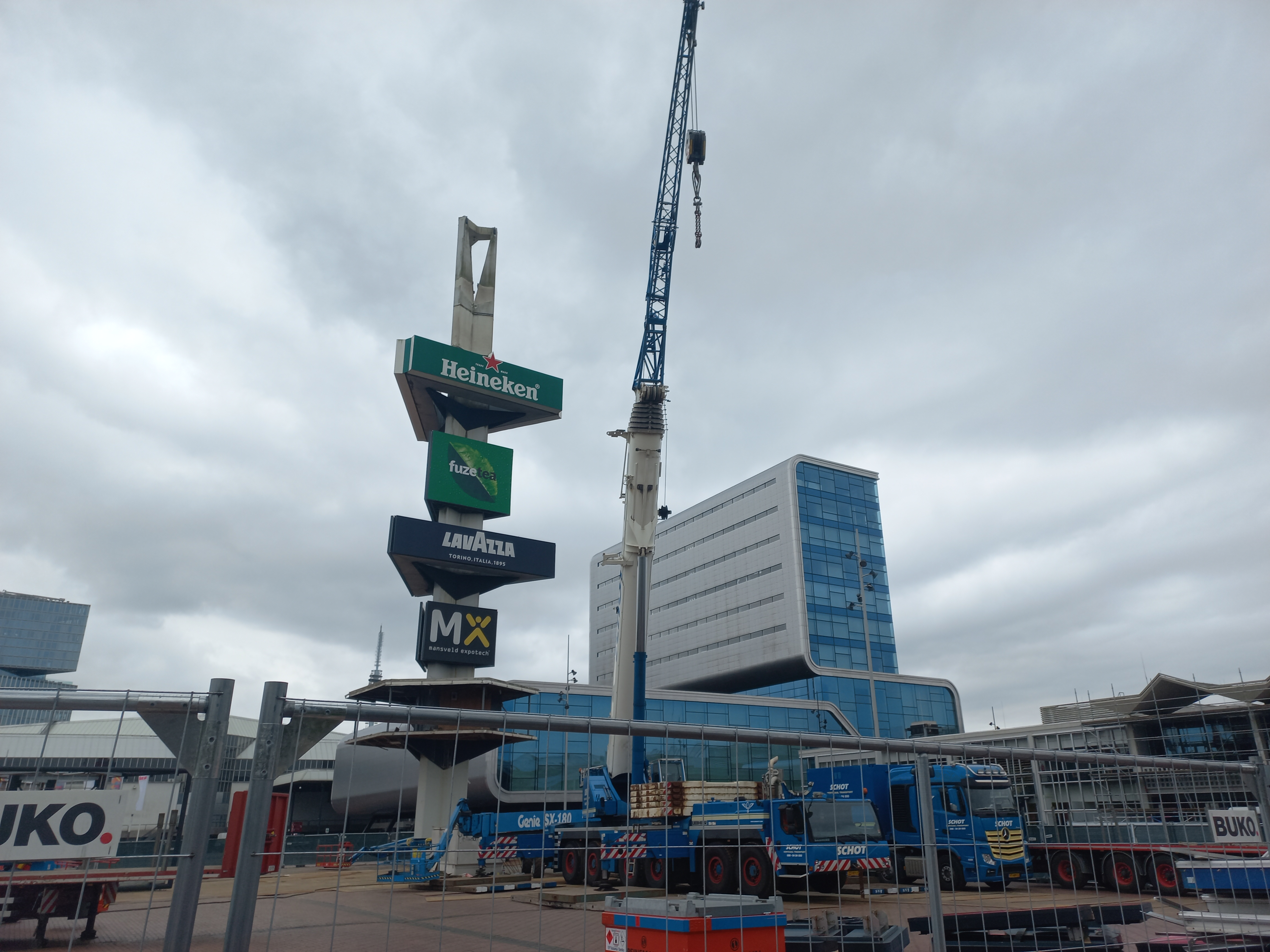
Het signaal in onderhoud (juli 2025)